# Simona Sabato

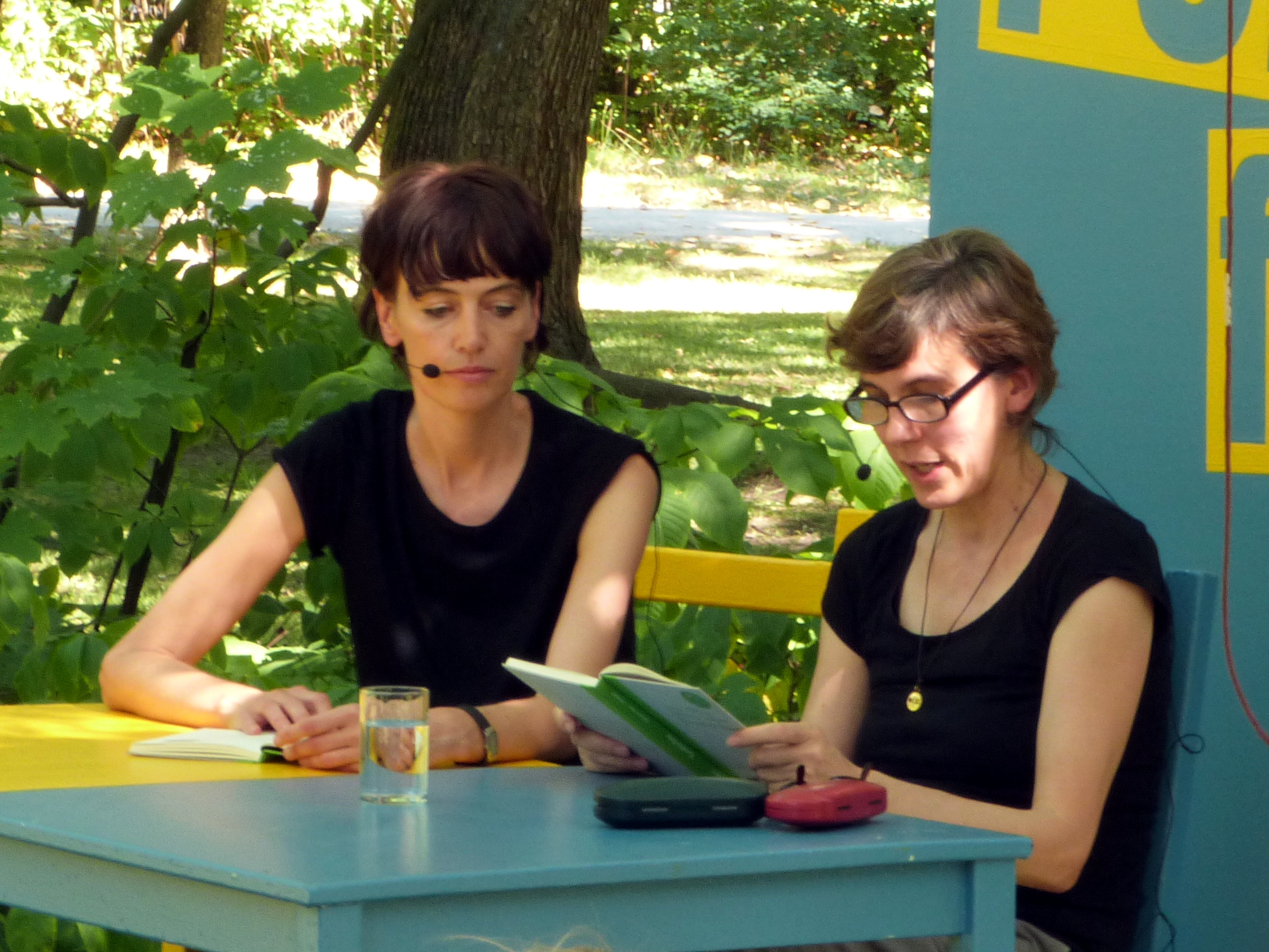
Schriftstellerinnen Anja Hilling und Simona Sabato (re.) während einer Lesung auf dem Erlanger Poetenfest 2016

Simona Sabato (* 1964) ist eine deutsche Schriftstellerin.

## Leben
Sabato studierte „Szenisches Schreiben“ und Kunstgeschichte und arbeitete als Kamerafrau.
Ihr erstes Theaterstück „nicht in den Mund“ wurde 2001 mit dem Förderpreis für Dramatik der Jürgen-Ponto-Stiftung ausgezeichnet. Das Stück wurde am Thalia Theater Hamburg uraufgeführt.
2004 gewann sie in Klagenfurt bei den 28. Tagen der deutschsprachigen Literatur den Ernst-Willner-Preis.
Sie schreibt Theaterstücke und Prosa. Zusammen mit Anja Hilling entwickelt sie Filmprojekte.
Ihre Theaterstücke werden vom Suhrkamp Theaterverlag vertreten und sind teilweise in der Reihe Spectaculum veröffentlicht.
Sie lebt und schreibt in Berlin.